# Chłopice (gmina)
Chłopice – gmina wiejska w województwie podkarpackim, w powiecie jarosławskim. W latach 1975–1998 gmina położona była w województwie przemyskim.
Siedziba gminy to Chłopice.
Według danych z 30 czerwca 2004 gminę zamieszkiwały 5624 osoby.

## Struktura powierzchni
Według danych z roku 2002 gmina Chłopice ma obszar 49,11 km², w tym:
- użytki rolne: 90%
- użytki leśne: 3%

Gmina stanowi 4,77% powierzchni powiatu.

## Demografia

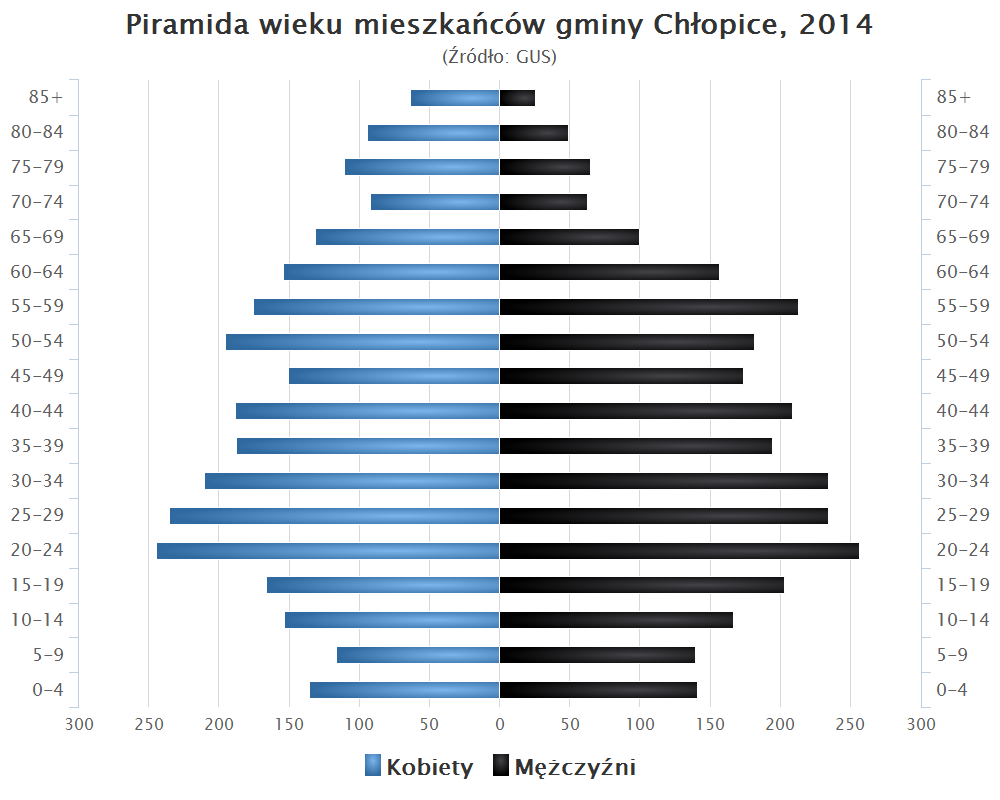
Piramida wieku mieszkańców gminy Chłopice w 2014 roku

Dane z 30 czerwca 2004:
| Opis                              | Ogółem | Ogółem | Kobiety | Kobiety | Mężczyźni | Mężczyźni |
| --------------------------------- | ------ | ------ | ------- | ------- | --------- | --------- |
| jednostka                         | osób   | %      | osób    | %       | osób      | %         |
| populacja                         | 5624   | 100    | 2842    | 50,5    | 2782      | 49,5      |
| gęstość zaludnienia (mieszk./km²) | 114,5  | 114,5  | 57,9    | 57,9    | 56,6      | 56,6      |

## Sołectwa
Boratyn, Chłopice, Dobkowice, Jankowice, Lutków, Łowce, Zamiechów.

## Sąsiednie gminy
Od wschodu graniczy z gminą Radymno, od południa z gminą Rokietnica i Orły, od zachodu z gminą Roźwienica, a od północy z gminą Pawłosiów i Jarosław.